# Uraka Fernández
Uraka Fernández (šp. Urraca Fernández; Urraca = "svraka"; umrla 1007.) bila je navarska i leonska kraljica. Njezin je otac bio Fernán González. Urakina je majka bila kraljica Sanča Sánchez Pamplonska.
Godine 951., Uraka se udala za Ordoña III. Leonskog. S njim je imala sina Ordoña, koji je umro mlad, kćer Terezu, koja je postala redovnica te možda sina Bermuda II. Leonskog.
Uraka se 958. udala za Ordoña IV. Leonskog.
Godine 962., gospa Uraka postala je supruga svog rođaka Sanča II. Pamplonskog. Njihova su djeca bila:
- García Sánchez II. od Pamplone[2]
- Ramiro (umro 992.)
- Gonzalo
- Abda (Uraka)